# Zápas na Letních olympijských hrách 1992 – muži, volný styl do 82 kg
Zápas ve volném stylu ve váhové kategorii do 82 kg probíhal na Letních olympijských hrách 1992 v Barcelonském Instituto Nacional de Educación Física de Cataluña. O medaile se utkalo celkem 19 zápasníků.

## Turnajové výsledky
Zápasníci jsou rozděleni do dvou skupin. Je aplikován systém na dvě porážky.
Legenda
- TO — Lopatkové vítězství
- SP — Vítězství pro převahu, 12 až 14 bodů rozdíl, poražený s body
- SO — Vítězství pro převahu, 12 až 14 bodů rozdíl, poražený bez bodů
- ST — Vítězství na technickou převahu, 15 bodů rozdíl
- PP — Vítězství na body, poražený s body
- PO — Vítězství na body, poražený bez bodů
- PA — Vítězství pro soupeřovo zranění
- DQ — Vítězství pro soupeřovu diskvalifikaci
- D2 — Oba zápasníci diskvalifikováni pro pasivitu, skóre 0-0
- DNA — Nenastoupil
- L — Porážky
- ER — Kolo vyřazení
- CP — Klasifikační body
- TP — Technické body

### Skupiny

#### Skupina A
| L      |                            | CP     | TP     |                            | L      |        |
| Kolo 1 | Kolo 1                     | Kolo 1 | Kolo 1 | Kolo 1                     | Kolo 1 | Kolo 1 |
| ------ | -------------------------- | ------ | ------ | -------------------------- | ------ | ------ |
| 1      | Alcide Legrand (FRA)       | 0-3 PO | 0-6    | Jozef Lohyňa (TCH)         | 0      |        |
| 1      | Roberto Leitao (BRA)       | 0-4 ST | 1-16   | Nicolae Ghiţă (ROU)        | 0      |        |
| 1      | Acuši Itó (JPN)            | 0-3 PO | 0-7    | Elmad Džabrajilov (EUN)    | 0      |        |
| 0      | László Dvorák (HUN)        | 3-0 PO | 2-0    | Enekpedekumoh Okpuro (NGR) | 1      |        |
| 0      | Hans Gstöttner (GER)       | 3-1 PP | 3-2    | Rahmat Sofiadi (BUL)       | 1      |        |
| Kolo 2 |                            |        |        |                            |        |        |
| 1      | Alcide Legrand (FRA)       | 4-0 ST | 15-0   | Roberto Leitao (BRA)       | 2      |        |
| 0      | Jozef Lohyňa (TCH)         | 3-1 PP | 4-2    | Nicolae Ghiţă (ROU)        | 1      |        |
| 2      | Acuši Itó (JPN)            | 0-3 PO | 0-8    | László Dvorák (HUN)        | 0      |        |
| 0      | Elmad Džabrajilov (EUN)    | 3-1 PP | 2-1    | Hans Gstöttner (GER)       | 1      |        |
| 2      | Enekpedekumoh Okpuro (NGR) | 1-3 PP | 1-4    | Rahmat Sofiadi (BUL)       | 1      |        |
| Kolo 3 |                            |        |        |                            |        |        |
| 2      | Alcide Legrand (FRA)       | 1-3 PP | 2-3    | Nicolae Ghiţă (ROU)        | 1      |        |
| 1      | Jozef Lohyňa (TCH)         | 1-3 PP | 7-8    | Elmad Džabrajilov (EUN)    | 0      |        |
| 1      | László Dvorák (HUN)        | 1-3 PP | 2-4    | Hans Gstöttner (GER)       | 1      |        |
| 1      | Rahmat Sofiadi (BUL)       |        |        | Bye                        |        |        |
| Kolo 4 |                            |        |        |                            |        |        |
| 2      | Rahmat Sofiadi (BUL)       | 1-3 PP | 2-3    | Jozef Lohyňa (TCH)         | 1      |        |
| 2      | Nicolae Ghiţă (ROU)        | 1-3 PP | 3-6    | Hans Gstöttner (GER)       | 1      |        |
| 0      | Elmad Džabrajilov (EUN)    | 3-0 PO | 1-0    | László Dvorák (HUN)        | 2      |        |
| Kolo 5 |                            |        |        |                            |        |        |
| 2      | Jozef Lohyňa (TCH)         | 1-3 PP | 1-5    | Hans Gstöttner (GER)       | 1      |        |
| 0      | Elmad Džabrajilov (EUN)    |        |        | Bye                        |        |        |

| Zápasník                   | L | ER | CP |
| -------------------------- | - | -- | -- |
| Elmad Džabrajilov (EUN)    | 0 | -  | 12 |
| Hans Gstöttner (GER)       | 1 | -  | 13 |
| Jozef Lohyňa (TCH)         | 2 | 5  | 11 |
| Nicolae Ghiţă (ROU)        | 2 | 4  | 9  |
| László Dvorák (HUN)        | 2 | 4  | 7  |
| Rahmat Sofiadi (BUL)       | 2 | 4  | 5  |
| Alcide Legrand (FRA)       | 2 | 3  | 5  |
| Enekpedekumoh Okpuro (NGR) | 2 | 2  | 1  |
| Roberto Leitao (BRA)       | 2 | 2  | 0  |
| Acuši Itó (JPN)            | 2 | 2  | 0  |

#### Skupina B
| L      |                          | CP     | TP     |                          | L      |        |
| Kolo 1 | Kolo 1                   | Kolo 1 | Kolo 1 | Kolo 1                   | Kolo 1 | Kolo 1 |
| ------ | ------------------------ | ------ | ------ | ------------------------ | ------ | ------ |
| 1      | Sebahattin Öztürk (TUR)  | 0-3 PO | 0-1    | Kevin Jackson (USA)      | 0      |        |
| 1      | Robert Kostecki (POL)    | 0-3 PO | 0-9    | Rasúl Chádem (IRI)       | 0      |        |
| 0      | David Hohl (CAN)         | 3-1 PP | 3-2    | Pekka Rauhala (FIN)      | 1      |        |
| 1      | José Betancourt (PUR)    | 1-3 PP | 2-11   | Francisco Iglesias (ESP) | 0      |        |
| 0      | Nergüin Tümennast (MGL)  |        |        | Bye                      |        |        |
| Kolo 2 |                          |        |        |                          |        |        |
| 1      | Nergüin Tümennast (MGL)  | 0-4 DQ |        | Sebahattin Öztürk (TUR)  | 1      |        |
| 0      | Kevin Jackson (USA)      | 3-1 PP | 4-3    | Robert Kostecki (POL)    | 2      |        |
| 0      | Rasúl Chádem (IRI)       | 3-1 PP | 5-2    | David Hohl (CAN)         | 1      |        |
| 1      | Pekka Rauhala (FIN)      | 3-1 PP | 8-5    | José Betancourt (PUR)    | 2      |        |
| 0      | Francisco Iglesias (ESP) |        |        | Bye                      |        |        |
| Kolo 3 |                          |        |        |                          |        |        |
| 1      | Francisco Iglesias (ESP) | 1-3 PP | 3-6    | Sebahattin Öztürk (TUR)  | 1      |        |
| 0      | Kevin Jackson (USA)      | 3-1 PP | 3-2    | David Hohl (CAN)         | 2      |        |
| 0      | Rasúl Chádem (IRI)       | 3-0 PO | 8-0    | Pekka Rauhala (FIN)      | 2      |        |
| 1      | Nergüin Tümennast (MGL)  |        |        | DNA                      |        |        |
| Kolo 4 |                          |        |        |                          |        |        |
| 2      | Francisco Iglesias (ESP) | 0-3 PO | 0-8    | Kevin Jackson (USA)      | 0      |        |
| 2      | Sebahattin Öztürk (TUR)  | 0-3 PO | 0-3    | Rasúl Chádem (IRI)       | 0      |        |
| Kolo 5 |                          |        |        |                          |        |        |
| 0      | Kevin Jackson (USA)      | 3-1 PP | 3-1    | Rasúl Chádem (IRI)       | 1      |        |

| Zápasník                 | L | ER | CP |
| ------------------------ | - | -- | -- |
| Kevin Jackson (USA)      | 0 | -  | 15 |
| Rasúl Chádem (IRI)       | 1 | -  | 13 |
| Sebahattin Öztürk (TUR)  | 2 | 4  | 7  |
| Francisco Iglesias (ESP) | 2 | 4  | 4  |
| David Hohl (CAN)         | 2 | 3  | 5  |
| Pekka Rauhala (FIN)      | 2 | 3  | 4  |
| José Betancourt (PUR)    | 2 | 2  | 2  |
| Robert Kostecki (POL)    | 2 | 2  | 1  |
| Nergüin Tümennast (MGL)  | 1 | 2  | 0  |

### Finále
|                         | CP               | TP               |                          |                  |
| Zápas o 9. místo        | Zápas o 9. místo | Zápas o 9. místo | Zápas o 9. místo         | Zápas o 9. místo |
| ----------------------- | ---------------- | ---------------- | ------------------------ | ---------------- |
| László Dvorák (HUN)     | 1-3 PP           | 1-3              | David Hohl (CAN)         |                  |
| Zápas o 7. místo        |                  |                  |                          |                  |
| Nicolae Ghiţă (ROU)     | 3-1 PP           | 4-1              | Francisco Iglesias (ESP) |                  |
| Zápas o 5. místo        |                  |                  |                          |                  |
| Jozef Lohyňa (TCH)      | 3-1 PP           | 2-2              | Sebahattin Öztürk (TUR)  |                  |
| Zápas o 3. místo        |                  |                  |                          |                  |
| Hans Gstöttner (GER)    | 0-3 PO           | 0-6              | Rasúl Chádem (IRI)       |                  |
| Finálový zápas          |                  |                  |                          |                  |
| Elmad Džabrajilov (EUN) | 0-3 PO           | 0-1              | Kevin Jackson (USA)      |                  |

## Finálové pořadí
1. Kevin Jackson (USA)
2. Elmad Džabrajilov (EUN)
3. Rasúl Chádem (IRI)
4. Hans Gstöttner (GER)
5. Jozef Lohyňa (TCH)
6. Sebahattin Öztürk (TUR)
7. Nicolae Ghiţă (ROU)
8. Francisco Iglesias (ESP)
9. David Hohl (CAN)
10. László Dvorák (HUN)